# Wahlkreis Fulda I
Der Wahlkreis Fulda I (Wahlkreis 14) ist einer von zwei Landtagswahlkreisen im hessischen Landkreis Fulda. Zum Wahlkreis gehören die Städte und Gemeinden Bad Salzschlirf, Fulda, Großenlüder, Hünfeld und Nüsttal im Nordwesten des Landkreises. Durch Gesetz vom 18. Dezember 2017 (GVBl. S. 478) wurde die bis dahin zum Wahlkreis gehörende Gemeinde Eiterfeld dem Wahlkreis Hersfeld zugeschlagen.
Durch Gesetz vom 14. April 2022 wurde die zuvor zum Wahlkreis gehörende Gemeinden Burghaun und Rasdorf dem Wahlkreis Hersfeld zugeschlagen.
Der Wahlkreis gilt als CDU-Hochburg.
Der Wahlkreis Fulda I besteht weitgehend in seiner heutigen Form seit dem 1. Januar 1983, vorher gehörten Bad Salzschlirf, Großenlüder und Fulda zum Wahlkreis 14 sowie Burghaun, Eiterfeld, Hünfeld, Nüsttal und Rasdorf zum Wahlkreis 15.

## Wahl 2023
| Landtagswahl in Hessen 2023 – WK Fulda IZweitstimmen %50403020100 42,4 %24,2 %10,7 %8,1 %4,2 %3,4 %2,0 %1,1 %1,1 %1,1 %1,8 % CDUAfDGrüneSPDFDPFWLinkeTierschutzVoltPARTEISonst.Gewinne und Verlusteim Vergleich zu 2018 %p 8 6 4 2 0 −2 −4 −6+6,0 %p+7,3 %p−5,8 %p−3,2 %p−3,5 %p+0,8 %p−2,7 %p+0,4 %p+1,1 %p+0,3 %p−0,6 %pCDUAfDGrüneSPDFDPFWLinkeTierschutzVoltPARTEISonst. |

| Gegenstand der Nachweisung | Gegenstand der Nachweisung | Erst- stimmen | Erst- stimmen | Zweit- stimmen | Zweit- stimmen |
| Bewerber                   | Partei                     | Anzahl        | %             | Anzahl         | %              |
| -------------------------- | -------------------------- | ------------- | ------------- | -------------- | -------------- |
| Wahlberechtigte            | Wahlberechtigte            | 70.851        | 70.851        | 70.851         | 70.851         |
| Wähler                     | Wähler                     | 45.605        | 45.605        | 45.605         | 64,4           |
| Ungültige Stimmen          | Ungültige Stimmen          | 908           | 2,0           | 920            | 2,0            |
| Gültige Stimmen            | Gültige Stimmen            | 44.697        | 98,0          | 44.685         | 98,0           |
| davon                      |                            |               |               |                |                |
| Thomas Hering              | CDU                        | 20.482        | 45,8          | 18.949         | 42,4           |
| Silvia Brünnel             | GRÜNE                      | 4.710         | 10,5          | 4.796          | 10,7           |
| Szymon Mazur               | SPD                        | 4.290         | 9,6           | 3.621          | 8,1            |
| Christian Douglas          | AfD                        | 10.017        | 22,4          | 10.826         | 24,2           |
| Mario Klotzsche            | FDP                        | 1.589         | 3,6           | 1.861          | 4,2            |
| Wolfgang Lörcher           | Die Linke                  | 861           | 1,9           | 880            | 2,0            |
| Jürgen Günther             | Freie Wähler               | 1.650         | 3,7           | 1.498          | 3,4            |
|                            | Tierschutzpartei           |               |               | 505            | 1,1            |
| Ute Riebold                | Die PARTEI                 | 842           | 1,9           | 473            | 1,1            |
|                            | Piraten                    |               |               | 108            | 0,2            |
|                            | ÖDP                        | 130           | 0,3           |                |                |
|                            | P. f. schulm. Verjf.       | 10            | 0,0           |                |                |
|                            | V-Partei³                  | 165           | 0,4           |                |                |
|                            | PdH                        | 47            | 0,1           |                |                |
| Olaf Margraf               | ABG                        | 118           | 0,3           | 88             | 0,2            |
|                            | APPD                       |               |               | 21             | 0,0            |
|                            | Basis                      | 132           | 0,3           |                |                |
|                            | DKP                        | 14            | 0,0           |                |                |
|                            | DIE NEUE MITTE             | 27            | 0,1           |                |                |
|                            | Volt                       | 478           | 1,1           |                |                |
|                            | Klimaliste                 | 56            | 0,1           |                |                |
| Alain Kaffo Tallaffo       | Bündnis C                  | 138           | 0,3           |                |                |

## Wahl 2018
| Gegenstand der Nachweisung | Gegenstand der Nachweisung    | Wahlkreis- stimmen | Wahlkreis- stimmen | Landes- stimmen | Landes- stimmen |
| Kreiswahlbewerber          | Partei                        | Anzahl             | %                  | Anzahl          | %               |
| -------------------------- | ----------------------------- | ------------------ | ------------------ | --------------- | --------------- |
| Wahlberechtigte            | Wahlberechtigte               | 78.232             | 100,0              | 78.232          | 100,0           |
| Wähler                     | Wähler                        | 51.357             | 65,7               | 51.357          | 65,7            |
| Ungültige Stimmen          | Ungültige Stimmen             | 1.067              | 2,1                | 1.042           | 2,0             |
| Gültige Stimmen            | Gültige Stimmen               | 50.308             | 100,0              | 50.333          | 100,0           |
| davon                      |                               |                    |                    |                 |                 |
| Thomas Hering              | CDU                           | 21.113             | 42,0               | 18.379          | 36,5            |
| Philipp Ebert              | SPD                           | 5.904              | 11,7               | 5.903           | 11,7            |
| Silvia Brünnel             | GRÜNE                         | 7.548              | 15,0               | 8.090           | 16,1            |
| Nick Papak Amoozegar       | LINKE                         | 2.033              | 4,0                | 2.298           | 4,6             |
| Jürgen Lenders             | FDP                           | 3.475              | 6,9                | 3.996           | 7,9             |
| Jens Mierdel               | AfD                           | 7.992              | 15,9               | 8.431           | 16,8            |
| –                          | PIRATEN                       | –                  | –                  | 154             | 0,3             |
| Dieter Krach               | FREIE WÄHLER                  | 1.597              | 3,2                | 1.323           | 2,6             |
| –                          | NPD                           | –                  | –                  | 101             | 0,2             |
| Wynonna Weber              | Die Partei                    | 637                | 1,3                | 390             | 0,8             |
| –                          | ÖDP                           | –                  | –                  | 195             | 0,4             |
| –                          | Die Grauen                    | –                  | –                  | 68              | 0,1             |
| –                          | BüSo                          | –                  | –                  | 5               | 0,0             |
| –                          | AD-Demokraten                 | –                  | –                  | 128             | 0,3             |
| –                          | Bündnis C                     | –                  | –                  | 173             | 0,3             |
| –                          | BGE                           | –                  | –                  | 62              | 0,1             |
| –                          | Die Violetten                 | –                  | –                  | 26              | 0,1             |
| –                          | Liberal-Konservative Reformer | –                  | –                  | 30              | 0,1             |
| –                          | Menschliche Welt              | –                  | –                  | 33              | 0,1             |
| –                          | Die Humanisten                | –                  | –                  | 43              | 0,1             |
| –                          | Gesundheitsforschung          | –                  | –                  | 64              | 0,1             |
| –                          | Tierschutzpartei              | –                  | –                  | 369             | 0,7             |
| –                          | V-Partei³                     | –                  | –                  | 74              | 0,1             |

Neben dem erstmals direkt gewählten Wahlkreisabgeordneten Thomas Hering (CDU) wurden die Direktkandidaten der Grünen, Sylvia Brünnel, und der FDP, Thomas Lenders, über die jeweiligen Landeslisten ihrer Partei in das Parlament gewählt.

## Wahl 2013
| Gegenstand der Nachweisung | Gegenstand der Nachweisung | Wahlkreis- stimmen | Wahlkreis- stimmen | Landes- stimmen | Landes- stimmen |
| Kreiswahlbewerber          | Partei                     | Anzahl             | %                  | Anzahl          | %               |
| -------------------------- | -------------------------- | ------------------ | ------------------ | --------------- | --------------- |
| Wahlberechtigte            | Wahlberechtigte            | 83.679             | 100,0              | 83.679          | 100,0           |
| Wähler                     | Wähler                     | 58.956             | 70,5               | 58.956          | 70,5            |
| Ungültige Stimmen          | Ungültige Stimmen          | 2.148              | 3,6                | 1.501           | 2,5             |
| Gültige Stimmen            | Gültige Stimmen            | 56.808             | 100,0              | 57.455          | 100,0           |
| davon                      |                            |                    |                    |                 |                 |
| Walter Arnold              | CDU                        | 33.042             | 58,2               | 30.517          | 53,1            |
| Pascal Barthel             | SPD                        | 13.218             | 23,3               | 12.293          | 21,4            |
| Jürgen Lenders             | FDP                        | 1.951              | 3,4                | 2.518           | 4,4             |
| Silvia Junker-Hoffmann     | GRÜNE                      | 4.345              | 7,6                | 4.342           | 7,6             |
| Hans-Wolfgang Runge        | LINKE                      | 2.769              | 4,9                | 2.409           | 4,2             |
|                            | FREIE WÄHLER               | –                  | –                  | 469             | 0,8             |
|                            | NPD                        | –                  | –                  | 729             | 1,3             |
|                            | Die Republikaner           | –                  | –                  | 154             | 0,3             |
| Andreas Lindner            | PIRATEN                    | 1.483              | 2,6                | 1.051           | 1,8             |
|                            | BüSo                       | –                  | –                  | 26              | 0,0             |
|                            | ADd                        | –                  | –                  | 91              | 0,2             |
|                            | Die Grauen                 | –                  | –                  | 43              | 0,1             |
|                            | AfD                        | –                  | –                  | 2.430           | 4,2             |
|                            | AVIP                       | –                  | –                  | 31              | 0,1             |
|                            | LUPe                       | –                  | –                  | 5               | 0,0             |
|                            | ÖDP                        | –                  | –                  | 87              | 0,2             |
|                            | Die Partei                 | –                  | –                  | 236             | 0,4             |
|                            | PSG                        | –                  | –                  | 24              | 0,0             |

Walter Arnold zog als Gewinner des Direktmandats in den Landtag ein. Mit einem Vorsprung von 19.824 Stimmen erzielte er den zweithöchsten Vorsprung eines Wahlkreises.

## Wahl 2009
| Gegenstand der Nachweisung      | Gegenstand der Nachweisung | Wahlkreis- stimmen | Wahlkreis- stimmen | Landes- stimmen | Landes- stimmen |
| Bewerber                        | Partei                     | Anzahl             | %                  | Anzahl          | %               |
| ------------------------------- | -------------------------- | ------------------ | ------------------ | --------------- | --------------- |
| Wahlberechtigte                 | Wahlberechtigte            | 83.676             | 100,0              | 83.676          | 100,0           |
| Wähler                          | Wähler                     | 48.872             | 58,4               | 48.872          | 58,4            |
| Ungültige Stimmen               | Ungültige Stimmen          | 1.567              | 3,2                | 1.347           | 2,8             |
| Gültige Stimmen                 | Gültige Stimmen            | 47.305             | 100,0              | 47.525          | 100,0           |
| davon                           |                            |                    |                    |                 |                 |
| Walter Arnold                   | CDU                        | 25.250             | 53,4               | 23.169          | 48,8            |
| Elena Tritschler                | SPD                        | 8.585              | 18,1               | 7.673           | 16,1            |
| Jürgen Lenders                  | FDP                        | 6.738              | 14,2               | 8.478           | 17,8            |
| Margaretha Hölldobler-Heumüller | GRÜNE                      | 4.389              | 9,3                | 4.758           | 10,0            |
| Bettina Licht                   | LINKE                      | 1.804              | 3,8                | 1.919           | 4,0             |
|                                 | REP                        | –                  | –                  | 185             | 0,4             |
|                                 | FREIE WÄHLER               | –                  | –                  | 599             | 1,3             |
| Hans-Joachim Bosold             | NPD                        | 539                | 1,1                | 441             | 0,9             |
|                                 | PIRATEN                    | –                  | –                  | 227             | 0,5             |
|                                 | BüSo                       | –                  | –                  | 76              | 0,2             |

Neben Walter Arnold als Gewinner des Direktmandats sind aus dem Wahlkreis noch Jürgen Lenders und Margaretha Hölldobler-Heumüller über die Landeslisten in den Landtag eingezogen.

## Wahl 2008
| Gegenstand der Nachweisung      | Gegenstand der Nachweisung | Wahlkreis- stimmen | Wahlkreis- stimmen | Landes- stimmen | Landes- stimmen |
| Bewerber                        | Partei                     | Anzahl             | %                  | Anzahl          | %               |
| ------------------------------- | -------------------------- | ------------------ | ------------------ | --------------- | --------------- |
| Wahlberechtigte                 | Wahlberechtigte            | 83.467             | 100,0              | 83.467          | 100,0           |
| Wähler                          | Wähler                     | 50.870             | 60,9               | 50.870          | 60,9            |
| Ungültige Stimmen               | Ungültige Stimmen          | 1.661              | 3,3                | 1.216           | 2,4             |
| Gültige Stimmen                 | Gültige Stimmen            | 49.209             | 100,0              | 49.654          | 100,0           |
| davon                           |                            |                    |                    |                 |                 |
| Walter Arnold                   | CDU                        | 26.078             | 53,0               | 24.417          | 49,2            |
| Rainer Götz                     | SPD                        | 12.787             | 26,0               | 13.366          | 26,9            |
| Margaretha Hölldobler-Heumüller | GRÜNE                      | 3.446              | 7,0                | 2.708           | 5,5             |
| Jürgen Lenders                  | FDP                        | 4.017              | 8,2                | 5.065           | 10,2            |
| Anton Josef Rummel              | REP                        | 683                | 1,4                | 424             | 0,9             |
|                                 | Die Tierschutzpartei       | –                  | –                  | 228             | 0,5             |
|                                 | BüSo                       | –                  | –                  | 23              | 0,0             |
|                                 | PSG                        | –                  | –                  | 19              | 0,0             |
|                                 | Volksabstimmung            | –                  | –                  | 53              | 0,1             |
|                                 | GRAUE                      | –                  | –                  | 76              | 0,2             |
| Karin Masche                    | LINKE                      | 1.776              | 3,6                | 2.176           | 4,4             |
|                                 | Die Violetten              | –                  | –                  | 31              | 0,1             |
|                                 | FAMILIE                    | –                  | –                  | 159             | 0,3             |
|                                 | FREIE WÄHLER               | –                  | –                  | 305             | 0,6             |
| Ulf Fischmann                   | NPD                        | 422                | 0,9                | 462             | 0,9             |
|                                 | PIRATEN                    | –                  | –                  | 112             | 0,2             |
|                                 | UB                         | –                  | –                  | 30              | 0,1             |

## Wahl 2003
| Gegenstand der Nachweisung | Gegenstand der Nachweisung | Wahlkreis- stimmen | Wahlkreis- stimmen | Landes- stimmen | Landes- stimmen |
| Bewerber                   | Partei                     | Anzahl             | %                  | Anzahl          | %               |
| -------------------------- | -------------------------- | ------------------ | ------------------ | --------------- | --------------- |
| Wahlberechtigte            | Wahlberechtigte            | 81.401             | 100,0              | 81.401          | 100,0           |
| Wähler                     | Wähler                     | 52.945             | 65,0               | 52.945          | 65,0            |
| Ungültige Stimmen          | Ungültige Stimmen          | 1.404              | 2,7                | 962             | 1,8             |
| Gültige Stimmen            | Gültige Stimmen            | 51.541             | 100,0              | 51.983          | 100,0           |
| davon                      |                            |                    |                    |                 |                 |
| Walter Arnold              | CDU                        | 36.511             | 70,8               | 35.273          | 67,9            |
| Peter Jennemann            | SPD                        | 9.564              | 18,6               | 8.947           | 17,2            |
| Christa Joa-Sporer         | GRÜNE                      | 3.246              | 6,3                | 3.093           | 6,0             |
| Jürgen Lenders             | FDP                        | 2.220              | 4,3                | 3.056           | 5,9             |
|                            | REP                        | –                  | –                  | 525             | 1,0             |
|                            | Die Tierschutzpartei       | –                  | –                  | 253             | 0,5             |
|                            | DIE FRAUEN                 | –                  | –                  | 122             | 0,2             |
|                            | PBC                        | –                  | –                  | 82              | 0,2             |
|                            | DKP                        | –                  | –                  | 72              | 0,1             |
|                            | ödp                        | –                  | –                  | 91              | 0,2             |
|                            | BüSo                       | –                  | –                  | 25              | 0,0             |
|                            | FAG Hessen                 | –                  | –                  | 32              | 0,1             |
|                            | PSG                        | –                  | –                  | 22              | 0,0             |
|                            | Schill                     | –                  | –                  | 390             | 0,8             |

## Wahl 1999
| Gegenstand der Nachweisung | Gegenstand der Nachweisung | Wahlkreis- stimmen | Wahlkreis- stimmen | Landes- stimmen | Landes- stimmen |
| Bewerber                   | Partei                     | Anzahl             | %                  | Anzahl          | %               |
| -------------------------- | -------------------------- | ------------------ | ------------------ | --------------- | --------------- |
| Wahlberechtigte            | Wahlberechtigte            | 79.900             | 100,0              | 79.900          | 100,0           |
| Wähler                     | Wähler                     | 54.321             | 68,0               | 54.321          | 68,0            |
| Ungültige Stimmen          | Ungültige Stimmen          | 1.074              | 2,0                | 829             | 1,5             |
| Gültige Stimmen            | Gültige Stimmen            | 53.247             | 100,0              | 53.492          | 100,0           |
| davon                      |                            |                    |                    |                 |                 |
| Walter Arnold              | CDU                        | 33.090             | 62,1               | 32.292          | 60,4            |
| Silvia Hillenbrand         | SPD                        | 15.385             | 28,9               | 14.436          | 27,0            |
| Bernd Eckart               | GRÜNE                      | 1.726              | 3,2                | 2.185           | 4,1             |
| Jürgen Lenders             | F.D.P.                     | 1.232              | 2,3                | 2.033           | 3,8             |
| Bernhard Plappert          | REP                        | 1.666              | 3,1                | 1.551           | 2,9             |
|                            | Die Tierschutzpartei       | –                  | –                  | 185             | 0,3             |
|                            | DIE FRAUEN                 | –                  | –                  | 105             | 0,2             |
|                            | PASS                       | –                  | –                  | 45              | 0,1             |
|                            | DKP                        | –                  | –                  | 38              | 0,1             |
|                            | BüSo                       | –                  | –                  | 6               | 0,0             |
|                            | FWG                        | –                  | –                  | 135             | 0,3             |
| Sieghard Pommranz          | PBC                        | 148                | 0,3                | 129             | 0,2             |
|                            | DHP                        | –                  | –                  | 4               | 0,0             |
|                            | NATURGESETZ                | –                  | –                  | 31              | 0,1             |
|                            | ödp                        | –                  | –                  | 25              | 0,0             |
|                            | NPD                        | –                  | –                  | 69              | 0,1             |
|                            | BFB-Die Offensive          | –                  | –                  | 223             | 0,4             |

## Wahl 1995
| Gegenstand der Nachweisung | Gegenstand der Nachweisung | Wahlkreis- stimmen | Wahlkreis- stimmen | Landes- stimmen | Landes- stimmen |
| Bewerber                   | Partei                     | Anzahl             | %                  | Anzahl          | %               |
| -------------------------- | -------------------------- | ------------------ | ------------------ | --------------- | --------------- |
| Wahlberechtigte            | Wahlberechtigte            | 77.915             | 100,0              | 77.915          | 100,0           |
| Wähler                     | Wähler                     | 50.798             | 65,2               | 50.798          | 65,2            |
| Ungültige Stimmen          | Ungültige Stimmen          | 1.551              | 3,1                | 1.123           | 2,2             |
| Gültige Stimmen            | Gültige Stimmen            | 49.247             | 100,0              | 49.675          | 100,0           |
| davon                      |                            |                    |                    |                 |                 |
| Silvia Hillenbrand         | SPD                        | 13.874             | 28,2               | 12.790          | 25,7            |
| Winfried Rippert           | CDU                        | 28.839             | 58,6               | 28.960          | 58,3            |
| Friedrich Hertle           | GRÜNE                      | 3.345              | 6,8                | 3.604           | 7,3             |
| Sibylle Herbert            | F.D.P.                     | 2.082              | 4,2                | 2.771           | 5,6             |
|                            | ÖDP                        | –                  | –                  | 69              | 0,1             |
|                            | GRAUE                      | –                  | –                  | 134             | 0,3             |
| Bernhard Plappert          | REP                        | 944                | 1,9                | 817             | 1,6             |
|                            | Solidarität                | –                  | –                  | 7               | 0,0             |
|                            | APD                        | –                  | –                  | 103             | 0,2             |
|                            | DKP                        | –                  | –                  | 30              | 0,1             |
|                            | NPD                        | –                  | –                  | 59              | 0,1             |
|                            | DHP                        | –                  | –                  | 15              | 0,0             |
|                            | f.NEP                      | –                  | –                  | 17              | 0,0             |
|                            | NATURGESETZ                | –                  | –                  | 41              | 0,1             |
|                            | BFB                        | –                  | –                  | 105             | 0,2             |
| Frank Baumgart             | PBC                        | 163                | 0,3                | 100             | 0,2             |
|                            | STATT Partei               | –                  | –                  | 53              | 0,1             |

## Wahl 1991
| Gegenstand der Nachweisung | Gegenstand der Nachweisung | Wahlkreis- stimmen | Wahlkreis- stimmen | Landes- stimmen | Landes- stimmen |
| Bewerber                   | Partei                     | Anzahl             | %                  | Anzahl          | %               |
| -------------------------- | -------------------------- | ------------------ | ------------------ | --------------- | --------------- |
| Wahlberechtigte            | Wahlberechtigte            | 76.425             | 100,0              | 76.425          | 100,0           |
| Wähler                     | Wähler                     | 55.291             | 72,3               | 55.291          | 72,3            |
| Ungültige Stimmen          | Ungültige Stimmen          | 1.757              | 3,2                | 996             | 1,8             |
| Gültige Stimmen            | Gültige Stimmen            | 53.534             | 100,0              | 54.295          | 100,0           |
| davon                      |                            |                    |                    |                 |                 |
| Winfried Rippert           | CDU                        | 32.942             | 61,5               | 32.240          | 59,4            |
| Silvia Hillenbrand         | SPD                        | 14.931             | 27,9               | 14.278          | 26,3            |
| Günther Seegel             | GRÜNE                      | 2.344              | 4,4                | 2.750           | 5,1             |
| Sibylle Herbert            | F.D.P.                     | 3.317              | 6,2                | 3.624           | 6,7             |
|                            | REP                        | –                  | –                  | 854             | 1,6             |
|                            | DIE GRAUEN                 | –                  | –                  | 281             | 0,5             |
|                            | ÖDP                        | –                  | –                  | 202             | 0,4             |
|                            | PBC                        | –                  | –                  | 66              | 0,1             |

## Wahl 1987
|                    | Partei            | Anzahl | %     |
| ------------------ | ----------------- | ------ | ----- |
| Wahlberechtigte    | Wahlberechtigte   | 74.235 | 100,0 |
| Wähler             | Wähler            | 60.495 | 81,5  |
| Ungültige Stimmen  | Ungültige Stimmen | 812    | 1,3   |
| Gültige Stimmen    | Gültige Stimmen   | 59.683 | 100,0 |
| davon              |                   |        |       |
| Silvia Hillenbrand | SPD               | 14.720 | 24,7  |
| Winfried Rippert   | CDU               | 37.265 | 62,4  |
| Karl Lauer         | F.D.P.            | 4.122  | 6,9   |
| Christiane Fuchs   | GRÜNE             | 3.282  | 5,5   |
| Alfred Grauel      | DKP               | 108    | 0,2   |
| Thomas Korell      | ÖDP               | 186    | 0,3   |

## Wahl 1983
|                   | Partei            | Anzahl | %     |
| ----------------- | ----------------- | ------ | ----- |
| Wahlberechtigte   | Wahlberechtigte   | 73.396 | 100,0 |
| Wähler            | Wähler            | 62.224 | 84,8  |
| Ungültige Stimmen | Ungültige Stimmen | 679    | 1,1   |
| Gültige Stimmen   | Gültige Stimmen   | 61.545 | 100,0 |
| davon             |                   |        |       |
| Winfried Rippert  | CDU               | 36.139 | 58,7  |
| Emil Mihm         | SPD               | 17.645 | 28,7  |
| Ernst Sporer      | GRÜNE             | 2.029  | 3,3   |
| Heinrich Heß      | F.D.P.            | 5.269  | 8,6   |
| Alfred Grauel     | DKP               | 82     | 0,1   |
| Uwe Schärf        | LD                | 106    | 0,2   |
| Manfred Borg      | DS                | 48     | 0,1   |
| Thomas Brehl      | AAR               | 227    | 0,4   |

## Bisherige Wahlkreissieger
Direkt gewählte Abgeordnete des Wahlkreises Fulda I waren:
| Jahr | Direktkandidat   | Partei | Stimmen in % |
| ---- | ---------------- | ------ | ------------ |
| 2023 | Thomas Hering    | CDU    | 45,8         |
| 2018 | Thomas Hering    | CDU    | 42,0         |
| 2013 | Walter Arnold    | CDU    | 58,2         |
| 2009 | Walter Arnold    | CDU    | 53,4         |
| 2008 | Walter Arnold    | CDU    | 53,0         |
| 2003 | Walter Arnold    | CDU    | 70,8         |
| 1999 | Walter Arnold    | CDU    | 62,1         |
| 1995 | Winfried Rippert | CDU    | 58,6         |
| 1991 | Winfried Rippert | CDU    | 61,5         |
| 1987 | Winfried Rippert | CDU    | 62,4         |
| 1983 | Winfried Rippert | CDU    | 58,7         |